# Élections constituantes de 1945 dans les colonies de Madagascar et des Comores
Les élections législatives françaises de 1945 se déroulent le 21 octobre.

## Mode de scrutin
Les députés métropolitains sont élus selon le système de représentation proportionnelle suivant la règle de la plus forte moyenne dans le département, sans panachage ni vote préférentiel. Il y a 586 sièges à pourvoir.
Dans la colonie de Madagascar proprement dite, quatre députés sont à élire au scrutin uninominal majoritaire à deux tours.
Pour cela Madagascar est découpé en deux circonscriptions, avec pour chacune deux sièges pour le collège des citoyens, et deux pour celui des non-citoyens.
L'archipel des Comores dépendait administrativement de la colonie de Madagascar et dépendances.
Il en formait la troisième circonscription, avec un collège électoral unique mixte.
Un second tour est prévu le 4 novembre si aucun candidat ne dépasse les 50%.

## Élus
Les cinq députés élus sont : 
| Identité            | Parti\| | Parti\|   |
| ------------------- | ------- | --------- |
| Louis Le Garrec     |         | MRP       |
| Joseph Ravoahangy   |         | PA.NA.MA. |
| Georges Boussenot   |         | Rad-Soc   |
| Joseph Raseta       |         | PA.NA.MA. |
| Saïd Mohamed Cheikh |         | UDSR      |

## Résultats

### Première circonscription (Centre et Est)

#### Collège des citoyens
| Parti    | Parti    | Tête de liste   | 1er Tour | 1er Tour | 2e Tour | 2e Tour |
| Parti    | Parti    | Tête de liste   | Voix     | %        | Voix    | %       |
| -------- | -------- | --------------- | -------- | -------- | ------- | ------- |
|          | MRP      | Louis Le Garrec | 1 855    |          | 2 325   | 57.62   |
|          |          | Dupuy           | 690      |          |         |         |
|          |          | Pilet           | 666      |          | 1 571   | 38.93   |
|          | Gaull.   | Général Lelong  | 419      |          |         |         |
|          |          | Métivier        | ?        |          | 81      | 2.01    |
|          |          | Leroy           | ?        |          | 58      | 1.44    |
|          | Divers   |                 | 865      | 18.84    | ?       |         |
|          |          |                 |          |          |         |         |
| Inscrits | Inscrits | Inscrits        | 11 271   |          | 11 328  |         |
| Votants  | Votants  | Votants         | 4 591    | 40.73    | 4 215   | 37.21   |
| Exprimés | Exprimés | Exprimés        | ?        |          | 4 035   | 95.73   |

#### Collège des non-citoyens
| Parti    | Parti          | Tête de liste      | 1er Tour | 1er Tour | 2e Tour | 2e Tour |
| Parti    | Parti          | Tête de liste      | Voix     | %        | Voix    | %       |
| -------- | -------------- | ------------------ | -------- | -------- | ------- | ------- |
|          | PA.NA.MA.      | Joseph Ravoahangy  | 9 642    |          | 15 878  |         |
|          | Nat. légaliste | Mihary Ravelojaona | 9 272    |          | 6 833   |         |
|          | PADESM         | Pascal Velonjara   | 4 819    |          |         |         |
|          |                | Randriambeloma     | 3 537    | 2.13     | 2 756   | 2.13    |
|          |                | Autres candidats   | 423      |          | 202     |         |
|          |                |                    |          |          |         |         |
| Inscrits | Inscrits       | Inscrits           | 46 426   |          | 46 426  |         |
| Votants  | Votants        | Votants            | 27 700   | 59.66    | 25 675  | 55.30   |

### Deuxième circonscription (Ouest et Sud)

#### Collège des citoyens
| Parti    | Parti            | Tête de liste     | 1er Tour | 1er Tour | 2e Tour | 2e Tour |
| Parti    | Parti            | Tête de liste     | Voix     | %        | Voix    | %       |
| -------- | ---------------- | ----------------- | -------- | -------- | ------- | ------- |
|          | Rad-Soc          | Georges Boussenot | 912      | 38.61    | 1 067   | 40.79   |
|          | Action française | Pierre Rossignol  | 665      | 28.15    | 921     | 35.21   |
|          |                  | Girard            | 509      | 21.55    | 628     | 24.01   |
|          |                  | Deymes            | 276      | 11.69    |         |         |
|          | Divers           |                   | 162      | 6.42     | 36      | 1.36    |
|          |                  |                   |          |          |         |         |
| Inscrits | Inscrits         | Inscrits          | 5 333    |          | 5 344   |         |
| Votants  | Votants          | Votants           | 2 524    | 47.33    | 2 652   | 49.63   |

### Collège des non-citoyens
| Parti    | Parti     | Tête de liste                  | 1er Tour | 1er Tour | 2e Tour | 2e Tour |
| Parti    | Parti     | Tête de liste                  | Voix     | %        | Voix    | %       |
| -------- | --------- | ------------------------------ | -------- | -------- | ------- | ------- |
|          | PA.NA.MA. | Joseph Raseta                  | 4 441    |          | 5 476   |         |
|          | Nat.      | Gabriel Razafintsalama         | 3 130    |          | 2 142   |         |
|          | Évêque    | Jérôme Louis Rakotomalala      | 1 793    |          | 842     |         |
|          | Auto.     | Honoré Vantana Toto de Majunga | 1 470    |          |         |         |
|          |           | Ralaivoavy                     | 1 460    |          | 817     |         |
|          |           | Autres candidats               | 2072     | 14.42    | 884     | 6.28    |
|          |           |                                |          |          |         |         |
| Inscrits | Inscrits  | Inscrits                       | 26 047   |          | 26 047  |         |
| Votants  | Votants   | Votants                        | 14 366   | 55.15    | 14 070  | 54.02   |

### Troisième circonscription (Comores)
|          | UDSR     | Saïd Mohamed Cheikh | 3 086 | 92.34 |  |  |
|          |          | Autres candidats    | 256   | 7.66  |  |  |
|          |          |                     |       |       |  |  |
| Inscrits | Inscrits | Inscrits            | 4 467 |       |  |  |
| Votants  | Votants  | Votants             | 3 404 | 76.20 |  |  |
| Exprimés | Exprimés | Exprimés            | 3 342 | 98.18 |  |  |